# Metal Church (album)
Albums de Metal Church
The Dark
(1986)
Metal Church est le 1er album du groupe de heavy metal, Metal Church.

## Liste des Titres
1. Beyond The Black 6:23
2. Metal Church 5:01
3. Merciless Onslaugh 2:54
4. Gods Of Wrath 6:41
5. Hitman 4:39
6. In The Blood 3:31
7. (My Favorite) Nightmare 3:12
8. Battalions 4:53
9. Highway Star 4:39
10. Big Guns 3:23 (Chanson bonus sur les albums Européens)

## Composition du groupe
- David Wayne : chant
- Kurdt Vanderhoof : guitare
- Craig Wells : Guitare
- Duke Erikson : Basse
- Kirk Arrington : Batterie

Produit par : Vanderhoof et Arrigton